# Davle

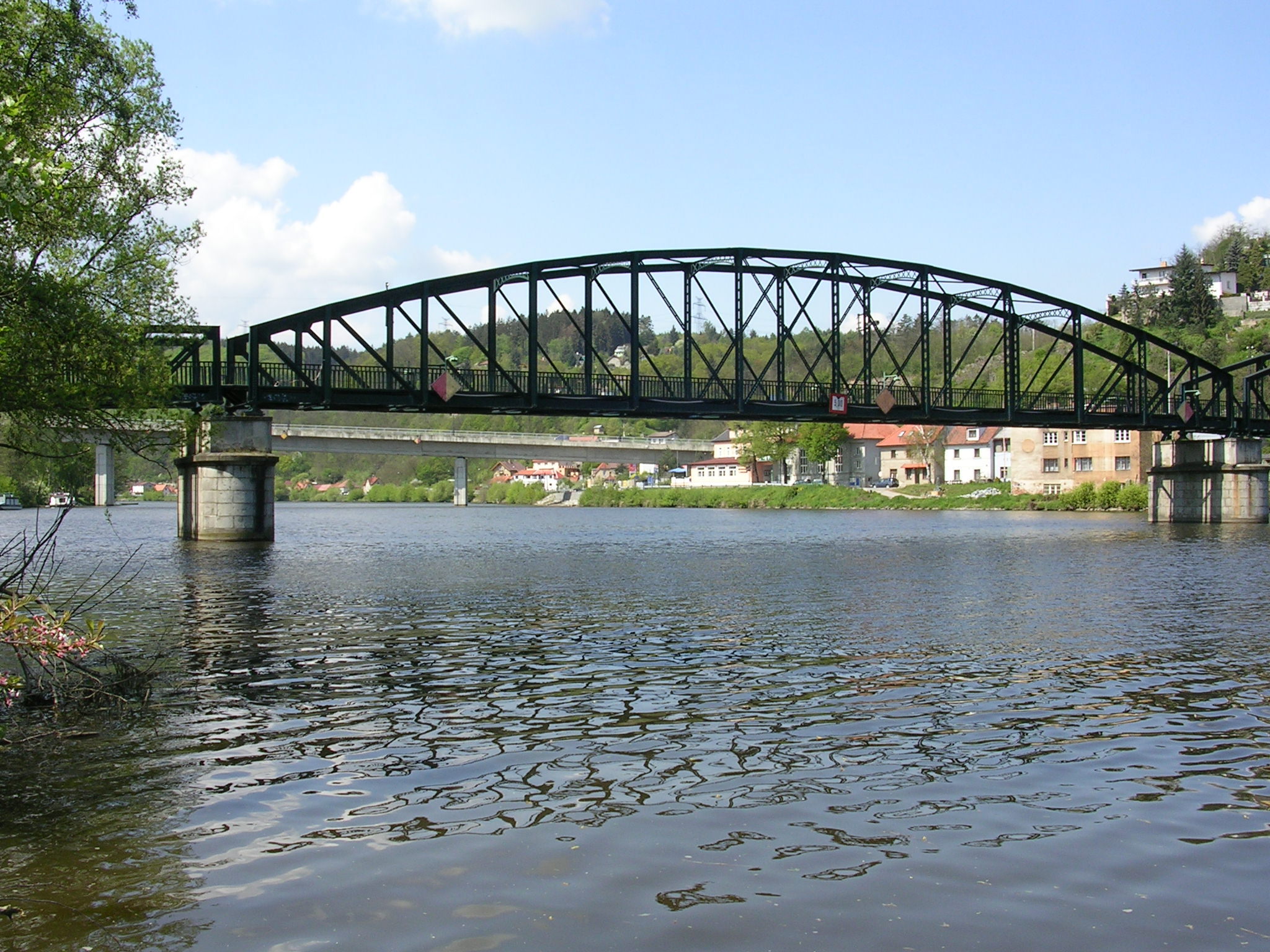
Moldaubrücken in Davle, vorn Starý davelský most, im Hintergrund most Vltavanů

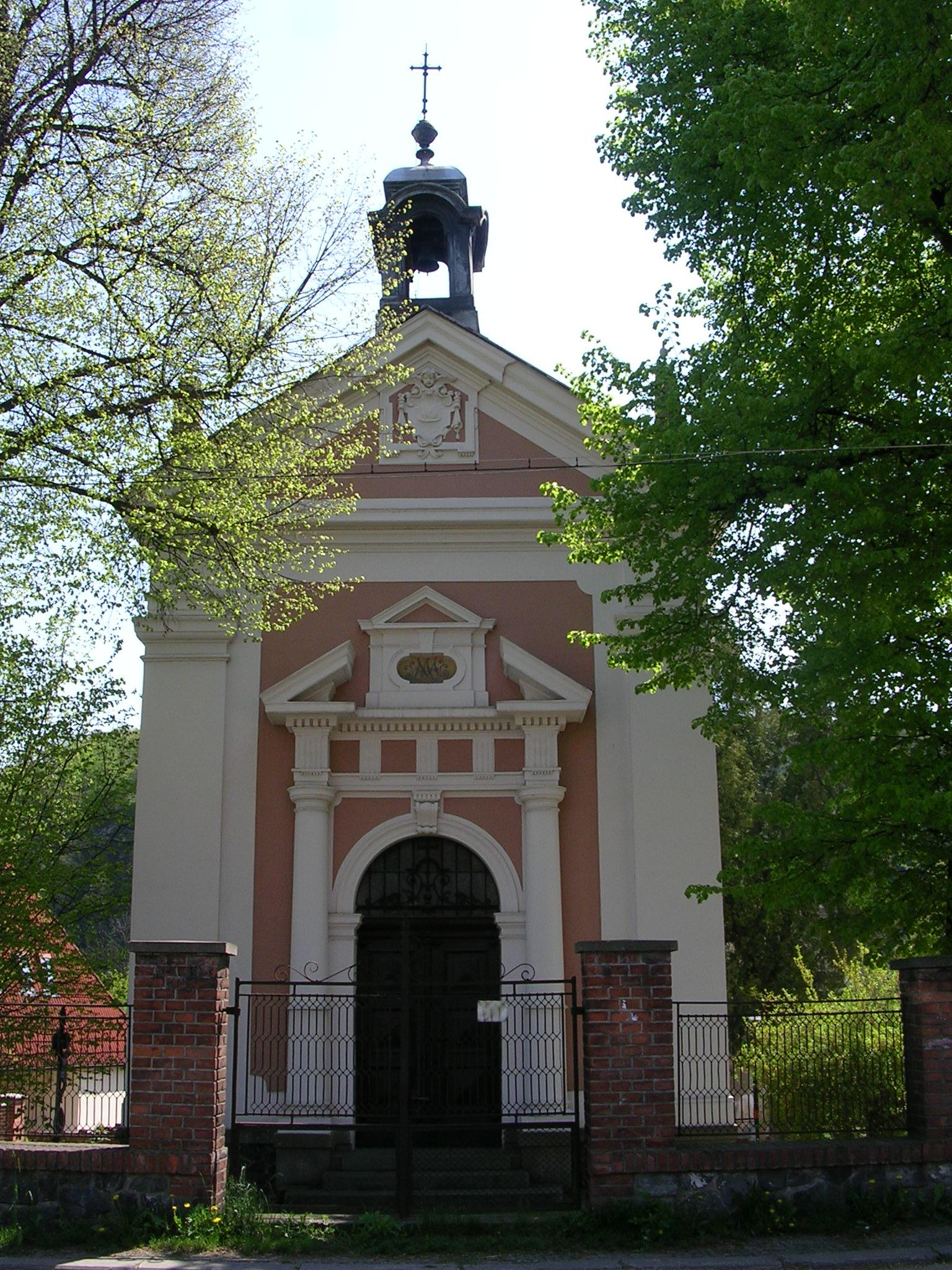
Kapelle Mariä Heimsuchung in Davle

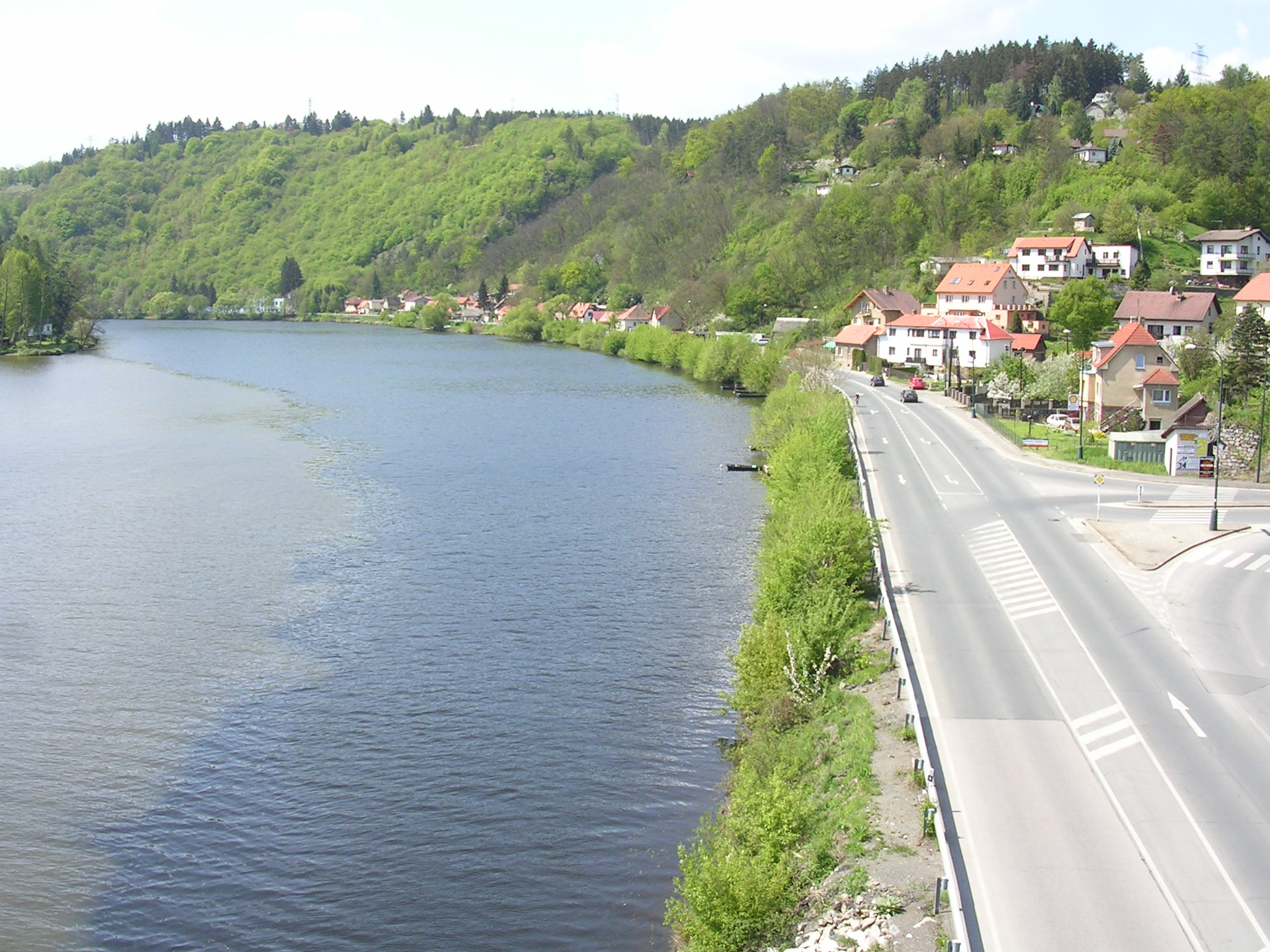
Blick von most Vltavanů über den Zusammenfluss von Moldau und Sázava auf Svatý Kilián

Davle (deutsch Dawle) ist eine Minderstadt in Tschechien. Sie liegt 21 Kilometer südlich des Stadtzentrums von Prag und gehört zum Okres Praha-západ.

## Geographie
Davle befindet sich im Staubereich der Talsperre Vrané am linken Ufer der Moldau unterhalb der Einmündung der Sázava. Gegenüber dem Dorf mündet der Zahořanský potok in die Moldau. Der Ort liegt am Übergang vom Brdská oblast zur Středočeská pahorkatina. Südwestlich von Davle liegt die Insel St. Kilian mit den Resten des Klosters Ostrov in der Moldau. Am rechten Moldauufer verläuft die Bahnstrecke Čerčany–Vrané nad Vltavou, die Bahnstation Davle liegt in Sázava.
Nachbarorte sind Březová-Oleško im Norden, Okrouhlo und Zahořany im Nordosten, Petrov im Osten, Libřice und Pikovice im Südosten, Sázava und Mandát im Süden, Svatý Kilián und Sloup im Südwesten, Račany im Westen sowie Měchenice im Nordwesten.

## Geschichte
Davle war eines der 31 Dörfer des Johannes dem Täufer geweihten Benediktinerklosters Insula und wurde im Zusammenhang mit dessen Gründung im Jahre 999 erstmals urkundlich erwähnt. In der zweiten Hälfte des 13. Jahrhunderts setzte zwischen Davle und Štěchovice, insbesondere am Medník, der Goldbergbau ein. Zentren der Goldwäscherei waren vor allem die Täler des Bojovský potok und des Jílovský potok.
Nachdem das klösterliche Wirtschafts- und Handelszentrum Sekanka 1278 durch brandenburgische Truppen Ottos IV. zerstört worden war, bauten die Klosteroberen Davle zum Zentrum des Klosterbezirkes aus. 1310 wurde Davle in einer Bulle Clemens V. als Städtchen bezeichnet. Es führte ein Wappen und besaß Marktrecht. Vorteilhaft waren sowohl die Lage an der Moldau als bedeutsamer Wasserweg als auch die am Fluss verlaufenden Handelswege. Bedeutsam für die Entwicklung des Orts war auch die Flößerei auf der Moldau und der Sasau. Nach dem Ausbruch der Hussitenkriege besetzten die Truppen der Aufständischen 1420 Hvozdnice und beschossen vom heute als Žižkův vrch bezeichneten Hügel aus mit Steinbüchsen (Houfnice) das Kloster. Am 14. August 1420 eroberten, plünderten und zerstörten die vom Priester Václav Koranda angeführten Hussiten das Kloster. 1421 bemächtigte sich Jakoubek von Řitka des Marktes Davle sowie der Güter Bojanovice, Hvozdnice, Slapy, Sloup und Zahořany. König Sigismund überließ diesem Davle im Jahre 1436 erblich. Das Kloster Insula erholte sich nie wieder. 1517 verließen die letzten Benediktiner das ruinöse Kloster und übersiedelten in das Tochterkloster St. Johann unter dem Felsen. Durch das Moldauhochwasser von 1529 wurde das verlassene Kloster Insula gänzlich zerstört. Der Abt des Klosters St. Johann unter dem Felsen Matthäus Ferdinand Sobek von Bilenberg kaufte Davle 1657 zusammen mit weiteren Dörfern von der Familie von Řitka zurück. Die Klostergüter fielen nach der Aufhebung des Klosters St. Johann unter dem Felsen 1785 dem Religionsfonds zu. Am 3. Jänner 1825 ersteigerte Karl Korb Ritter von Weidenheim (Karel Bedřich Srb) das Gut Davle mit allem Zubehör und vereinigte es mit dem zugleich erworbenen Gut Slapy zur Herrschaft Slapy. 1816 wurde die Pfarrschule von St. Kilian nach Davle verlegt.
Im Jahre 1845 gehörten zum Gut Dawle im Berauner Kreis der untertänige Markt Dawle und die Dörfer St. Kilian (Svatý Kilián), Bojanowitz, Hwoznitz, Masetschin (Masečín) und Slaup (Sloup). Der Markt Dawle bzw. Dawel bestand aus 71 Häusern mit 517 Einwohnern, darunter fünf jüdischen Familien. In Dawle gab es eine Pfarrschule, ein herrschaftliches Bräuhaus, ein herrschaftliches Flußhaus, eine Mühle mit Brettsäge sowie zwei Wirtshäuser. Abseits lagen die drei Chaluppen von Luhy sowie eine herrschaftliche Ziegelhütte. In Dawle gab es einen Marktrichter. Die Einwohner lebten zu einem großen Teil vom Gewerbe, in Dawle arbeiteten 22 Töpfereien. Pfarrort war St. Kilian (Kilián). Bis zur Mitte des 19. Jahrhunderts blieb der Markt Dawle dem an die Herrschaft Schlapp angeschlossenen Gut Dawle untertänig.
Nach der Aufhebung der Patrimonialherrschaften bildete Davle mit den Ortsteilen Měchenice, Svatý Kilián und Sloup ab 1850 eine Marktgemeinde im Gerichtsbezirk Zbraslav. Ab 1868 gehörte der Markt zum Bezirk Smichow. 1891 erwarb Friedrich Graf von Westphalen zu Fürstenberg den Großgrundbesitz. Im Jahre 1900 nahm die Bahnstrecke Čerčany–Vrané nad Vltavou den Verkehr auf. 1905 wurde eine Straßenbrücke über die Moldau errichtet, zuvor verkehrten zwischen Svatý Kilián und Mandát, zwischen Davle und Libřice sowie zwischen Davle und Sázava drei Fähren über den Fluss. 1917 verkaufte Theobald von Westphalen zu Fürstenberg das Gut Sloup an Jan und Václav Matysov aus Nové Hraštice und das Gut Slapy an Bohumil Bondy. 1927 wurde Davle dem Okres Praha-venkov zugeordnet. Im Jahre 1932 hatte der Městys Davle (mit Měchenice, Sloup, Svatý Kilián) 1560 Einwohnern, im Ort gab es u. a. katholische Kirche und eine Synagoge. Wegen der Errichtung des Wasserkraftwerkes Vrané musste die Moldaubrücke 1934 im Mittelfeld um anderthalb Meter erhöht werden, damit weiterhin Dampfschiffe hindurchfahren konnten. Ab 1942 gehörte Davle zum Okres Praha-venkov-jih und ab 1949 zum Okres Praha-jih. 1948 verlor Davle seinen Status als Městys. Svatý Kilián verlor in den 1950er Jahren den Status eines Ortsteils. Seit 1961 gehört Davle zum Okres Praha-západ und Měchenice wurde zu einer eigenständigen Gemeinde. Am 1. Juli 1968 erfolgte die Umgemeindung von Sázava I, das bis dahin zur Gemeinde Petrov gehört hatte. 1968 erfolgten an der Moldaubrücke Dreharbeiten für den Film Die Brücke von Remagen. 1991 wurde die neue Straßenbrücke errichtet. Im Jahre 2002 war Davle vom Moldauhochwasser betroffen. Seit 2008 ist Davle wieder ein Městys.

## Ortsgliederung
Der Městys Davle besteht aus den Ortsteilen Davle (Dawle), Sázava (Sasau I) und Sloup. Das Gemeindegebiet gliedert sich in die Katastralbezirke Davle und Sázava u Davle. Grundsiedlungseinheiten sind Davle, Sázava, Sloup und Svatý Kilián (St. Kilian). Außerdem gehören zu Davle die Ansiedlungen Libřice und Račany.

## Sehenswürdigkeiten
- Grundmauern des Klosters Ostrov auf der Insel des Hl. Kilian
- Kirche des Hl. Kilian in Kilián. Das in der Mitte des 12. Jahrhunderts errichtete ursprünglich romanische Bauwerk wurde 1352 im gotischen Stil umgebaut. 1692 brannte die Kirche aus und wurde 1775 wieder aufgebaut.
- Neobarocke Kapelle der Heimsuchung Mariä in Davle, erbaut 1897
- Gut in Sázava
- Moldaubrücke Starý davelský most: 1905 erbaut, diente 1968 als Kulisse für den Film Die Brücke von Remagen und wird heute als Fußgängerbrücke genutzt
- Moldaubrücke most Vltavanů: 1991 gebaute neue Straßenbrücke über die Moldau